# Grammotheleaceae
Grammotheleaceae är en familj av svampar. Grammotheleaceae ingår i ordningen Polyporales, klassen Agaricomycetes, divisionen basidiesvampar och riket svampar.
|                  | Polyporaceae                 |
|                  |                              |
|                  | Phanerochaetaceae            |
|                  |                              |
|                  | Meruliaceae                  |
|                  |                              |
|                  | Meripilaceae                 |
|                  |                              |
|                  | Limnoperdaceae               |
|                  |                              |
| Grammotheleaceae | \| \| Theleporus \| \| \| \| |
|                  | \| \| Theleporus \| \| \| \| |
|                  | Ganodermataceae              |
|                  |                              |
|                  | Fomitopsidaceae              |
|                  |                              |
|                  | Cystostereaceae              |
|                  |                              |
|                  | Sparassidaceae               |
|                  |                              |
|                  | Tubulicrinaceae              |
|                  |                              |
|                  | Xenasmataceae                |
|                  |                              |
|                  | Taiwanofungus                |
|                  |                              |
|                  | Repetobasidiopsis            |
|                  |                              |
|                  | Phlebiella                   |
|                  |                              |
|                  | Globuliciopsis               |
|                  |                              |
|                  | Lepidostroma                 |
|                  |                              |
|                  | Crustodontia                 |
|                  |                              |
|                  | Crystallocystidium           |
|                  |                              |
|                  | Irpicochaete                 |
|                  |                              |
|                  | Nigrohydnum                  |
|                  |                              |
|                  | Globosomyces                 |
|                  |                              |
|                  | Theleporus                   |
|                  |                              |

|  | Theleporus |
|  |            |